# Bruce Shoebottom
Bruce William Shoebottom (né le 20 août 1963 à Mississauga, dans la province de l'Ontario au Canada) est un joueur professionnel retraité de hockey sur glace ayant évolué à la position de défenseur.

## Carrière
Réclamé par les Kings de Los Angeles au troisième tour du repêchage de 1983 de la Ligue nationale de hockey alors qu'il évolue pour les Petes de Peterborough de la Ligue de hockey de l'Ontario, Shoebottom poursuit durant deux saisons supplémentaires avec ces derniers avant de rejoindre en 1985 le club affilié aux Kings dans la Ligue américaine de hockey, les Nighthawks de New Haven.
Il ne dispute que six rencontres avec les Nighthawks avant d'être échangé par les Kings aux Capitals de Washington qui le cèdent alors à leur club-école, les Whalers de Binghamton. Devenu agent libre à l'été 1987, il s'entend avec les Bruins de Boston et effectue avec ces derniers ses débuts dans la LNH où il dispute trois rencontres avant d'être cédé au club affilié des Bruins en LAH, les Mariners du Maine.
Shoebottom est rappelé par les Bruins à l'occasion des séries éliminatoires et prend part à quatre rencontres où il inscrit son tout premier but en carrière dans la grande ligue alors qu'il voit son équipe s'incliner en finale de la Coupe Stanley face aux puissants Oilers d'Edmonton.
Il partage les trois saisons suivantes entre les Bruins et les Mariners, jouant principalement avec le club-école au cours de ses années puis, libéré par les Bruins à l'été 1991, il joue trois autres saisons dans différentes ligues mineures avant de se retirer pour une première fois de la compétition en 1994.
Après seulement une saison d'inactivité, il revient au hockey en acceptant le poste d'entraîneur-chef des Gulls de San Diego de la West Coast Hockey League mais il délaisse rapidement ce titre et rechausse les patins pour cette même formation. Après avoir pris part qu'à quelques rencontres en 1997-1998 avec les Ice Bats d'Austin de la Western Professional Hockey League il se retire à nouveau de la compétition. En 2002-2003, il revient au jeu pour une rencontre avec le Garaga de Saint-Georges de la Ligue de hockey semi-professionnelle du Québec avant de se retirer définitivement de la compétition.

## Statistiques
| Saison     | Équipe                  | Ligue      |    | Saison régulière | Saison régulière | Saison régulière | Saison régulière | Saison régulière |   | Séries éliminatoires | Séries éliminatoires | Séries éliminatoires | Séries éliminatoires | Séries éliminatoires |
| Saison     | Équipe                  | Ligue      | PJ | B                | A                | Pts              | Pun              | PJ               | B | A                    | Pts                  | Pun                  |                      |                      |
| 1981-1982  | Petes de Peterborough   | LHO        | 51 | 0                | 4                | 4                | 67               | -                | - | -                    | -                    | -                    |                      |                      |
| 1982-1983  | Petes de Peterborough   | LHO        | 34 | 2                | 10               | 12               | 106              | -                | - | -                    | -                    | -                    |                      |                      |
| 1983-1984  | Petes de Peterborough   | LHO        | 16 | 0                | 5                | 5                | 73               | -                | - | -                    | -                    | -                    |                      |                      |
| 1984-1985  | Petes de Peterborough   | LHO        | 60 | 2                | 15               | 17               | 143              | 17               | 0 | 4                    | 4                    | 26                   |                      |                      |
| 1985-1986  | Nighthawks de New Haven | LAH        | 6  | 2                | 0                | 2                | 12               | -                | - | -                    | -                    | -                    |                      |                      |
| 1985-1986  | Whalers de Binghamton   | LAH        | 62 | 7                | 5                | 12               | 249              | -                | - | -                    | -                    | -                    |                      |                      |
| 1986-1987  | Komets de Fort Wayne    | LIH        | 75 | 2                | 10               | 12               | 309              | 10               | 0 | 0                    | 0                    | 31                   |                      |                      |
| 1987-1988  | Bruins de Boston        | LNH        | 3  | 0                | 1                | 1                | 0                | 4                | 1 | 0                    | 1                    | 42                   |                      |                      |
| 1987-1988  | Mariners du Maine       | LAH        | 70 | 2                | 12               | 14               | 338              | -                | - | -                    | -                    | -                    |                      |                      |
| 1988-1989  | Bruins de Boston        | LNH        | 29 | 1                | 3                | 4                | 44               | 10               | 0 | 2                    | 2                    | 35                   |                      |                      |
| 1988-1989  | Mariners du Maine       | LAH        | 44 | 0                | 8                | 8                | 265              | -                | - | -                    | -                    | -                    |                      |                      |
| 1989-1990  | Bruins de Boston        | LNH        | 2  | 0                | 0                | 0                | 4                | -                | - | -                    | -                    | -                    |                      |                      |
| 1989-1990  | Mariners du Maine       | LAH        | 66 | 3                | 11               | 14               | 228              | -                | - | -                    | -                    | -                    |                      |                      |
| 1990-1991  | Bruins de Boston        | LNH        | 1  | 0                | 0                | 0                | 5                | -                | - | -                    | -                    | -                    |                      |                      |
| 1990-1991  | Mariners du Maine       | LAH        | 71 | 2                | 8                | 10               | 238              | 1                | 0 | 0                    | 0                    | 14                   |                      |                      |
| 1991-1992  | Rivermen de Peoria      | LIH        | 79 | 4                | 12               | 16               | 234              | 10               | 0 | 0                    | 0                    | 33                   |                      |                      |
| 1992-1993  | Americans de Rochester  | LAH        | 65 | 7                | 5                | 12               | 253              | 14               | 0 | 0                    | 0                    | 19                   |                      |                      |
| 1993-1994  | Blazers d'Oklahoma City | LCH        | 43 | 4                | 11               | 15               | 236              | 1                | 0 | 0                    | 0                    | 14                   |                      |                      |
| 1994-1995  | Americans de Rochester  | LAH        | 1  | 0                | 0                | 0                | 0                | -                | - | -                    | -                    | -                    |                      |                      |
| 1995-1996  | Gulls de San Diego      | WCHL       | 22 | 1                | 7                | 8                | 102              | 9                | 0 | 2                    | 2                    | 17                   |                      |                      |
| 1996-1997  | Gulls de San Diego      | WCHL       | 38 | 6                | 6                | 12               | 288              | 2                | 0 | 0                    | 0                    | 24                   |                      |                      |
| 1997-1998  | Ice Bats d'Austin       | WPHL       | 9  | 0                | 4                | 4                | 37               | 4                | 0 | 0                    | 0                    | 14                   |                      |                      |
|            |                         |            |    |                  |                  |                  |                  |                  |   |                      |                      |                      |                      |                      |
| 2002-2003  | Garaga de Saint-Georges | LHSPQ      | 1  | 0                | 0                | 0                | 5                | -                | - | -                    | -                    | -                    |                      |                      |
| Totaux LNH | Totaux LNH              | Totaux LNH | 35 | 1                | 4                | 5                | 53               | 14               | 1 | 2                    | 3                    | 77                   |                      |                      |

## Transactions en carrière
- Repêchage 1983 : réclamé par les Kings de Los Angeles (1er choix de l'équipe[4], 47e au total).
- 31 octobre 1985 : échangé par les Kings aux Capitals de Washington en retour de Bryan Erickson.
- 20 juillet 1987 : signe à titre d'agent libre avec les Bruins de Boston.